# Mercedes-Benz M-Klasse
Die M-Klasse (oder ML) wurde 1997 erstmals als Mercedes-Benz W 163 vorgestellt. Sie ist das erste ausschließlich als Mercedes-Benz vermarktete SUV des Herstellers und das zweite SUV-Modell in der Konzerngeschichte, nachdem der SsangYong Musso ab 1993 in einigen Märkten als Mercedes Musso vermarktet wurde. SUV-typisch hat die M-Klasse eine hohe Anhängelast, so dass sich dieses Modell insbesondere zum Ziehen schwerer Anhänger eignet. Die maximal zulässige gebremste Anhängelast beträgt 3500 kg.
Die M-Klasse wird seit 1997 als erster Mercedes von Mercedes-Benz U.S. International in Vance bei Tuscaloosa (Alabama/USA) produziert.
Die Bezeichnung „M“ hatte sich jedoch bereits BMW für seine Sportmodelle schützen lassen. Deshalb einigte man sich mit BMW auf die Bezeichnung M-Klasse, die Modelle werden aber unter dem Kürzel „ML“ verkauft (z. B. ML 320).
Die erste Generation wurde 2005 vom Nachfolgemodell Mercedes-Benz W 164 abgelöst.
Das Folgemodell Mercedes-Benz W 166 wurde auf dem deutschen Markt am 19. November 2011 eingeführt und wurde zuvor am 7. Juni 2011 der Öffentlichkeit präsentiert.
Von 1997 bis April 2011 wurden insgesamt 1.170.000 Fahrzeuge der M-Klasse an Kunden ausgeliefert.
2015 wurde die M-Klasse umbenannt und folgte der neuen Nomenklatur, die mit dem GLA schon eingeführt war. Aus der M-Klasse wurde der GLE, was die Zugehörigkeit zur E-Klasse verdeutlichen sollte, analog wurde der GL zum GLS und der GLK zum GLC.

## Modelle der M-Klasse

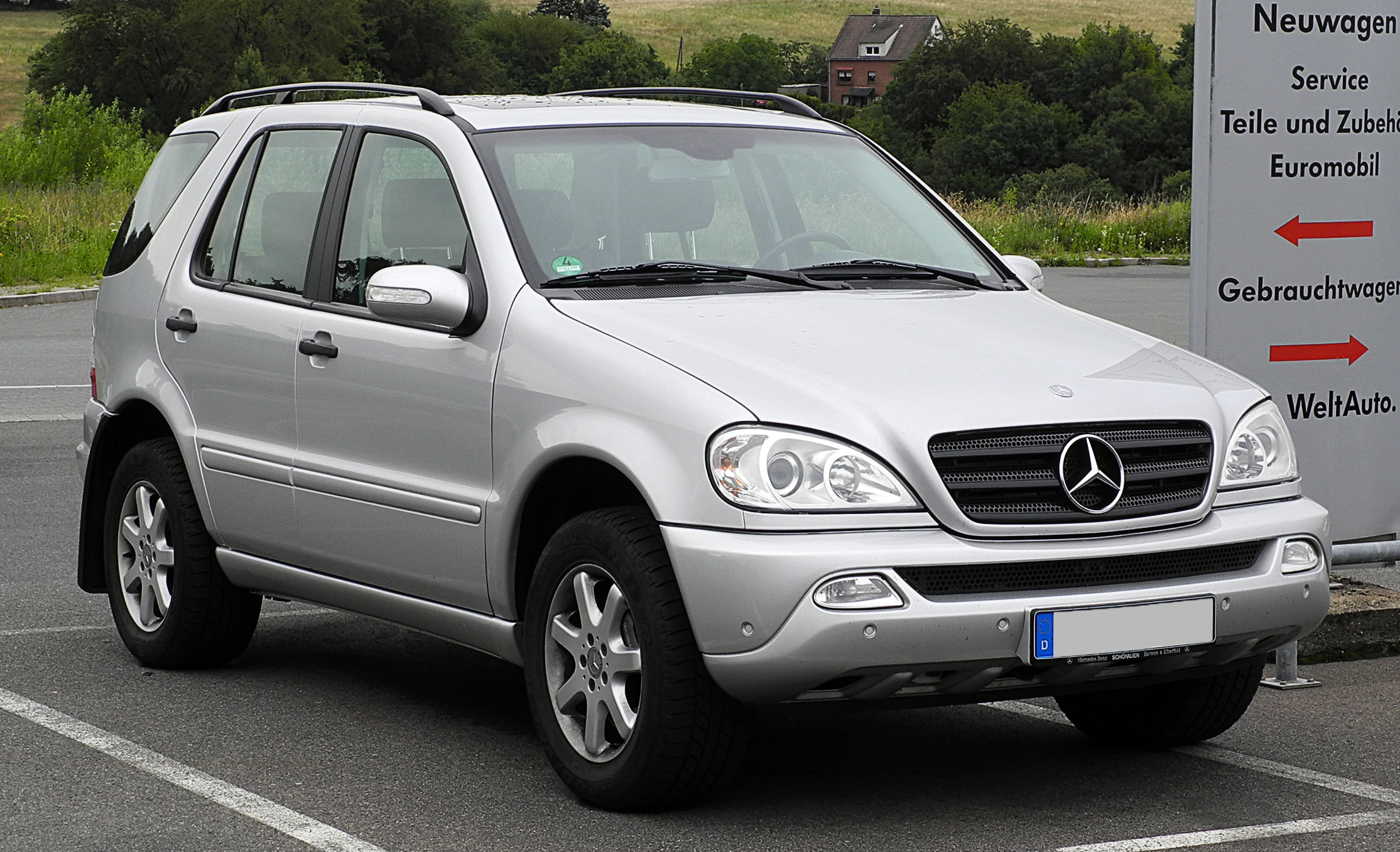
Mercedes-Benz W 163 (1997–2005)
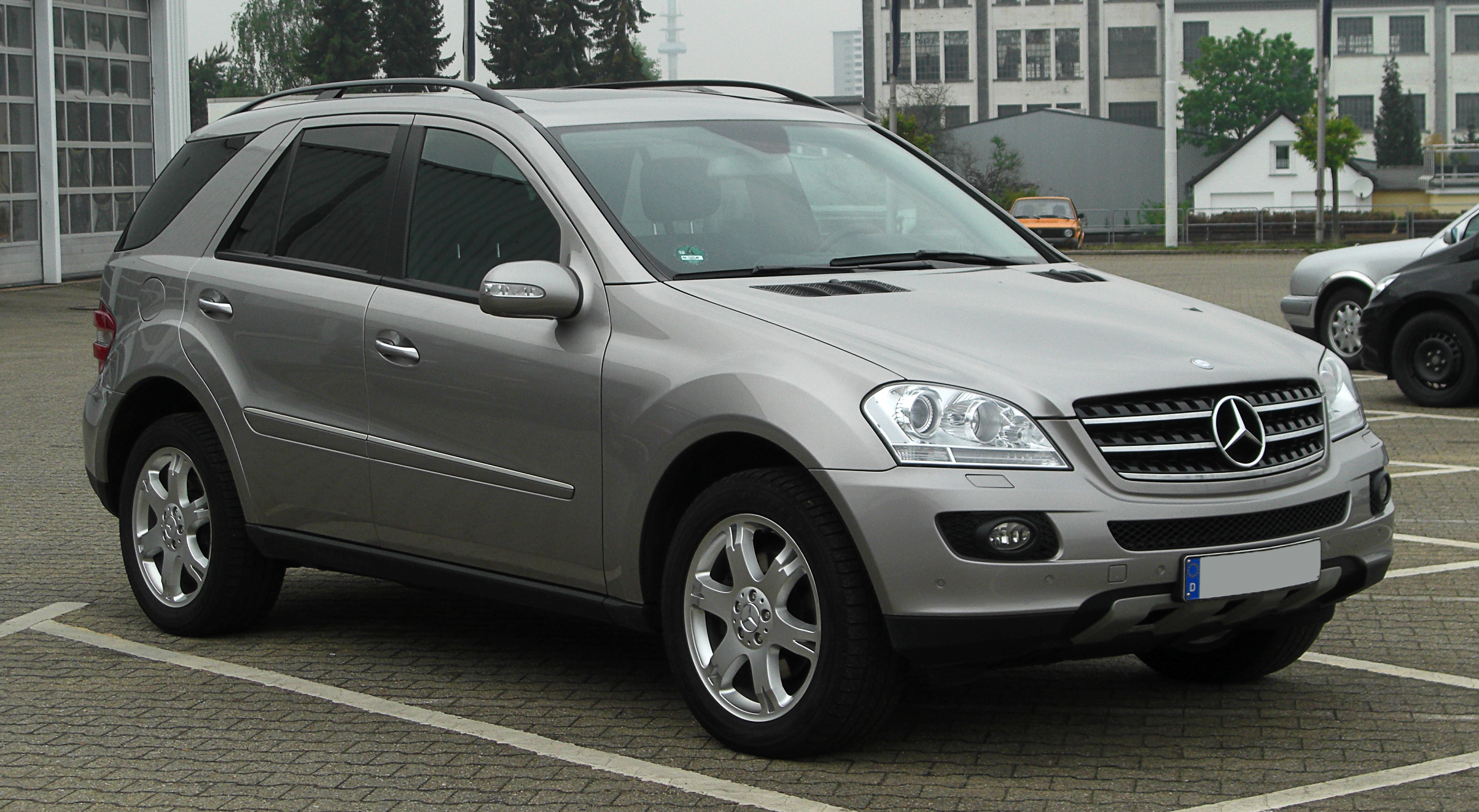
Mercedes-Benz W 164 (2005–2011)
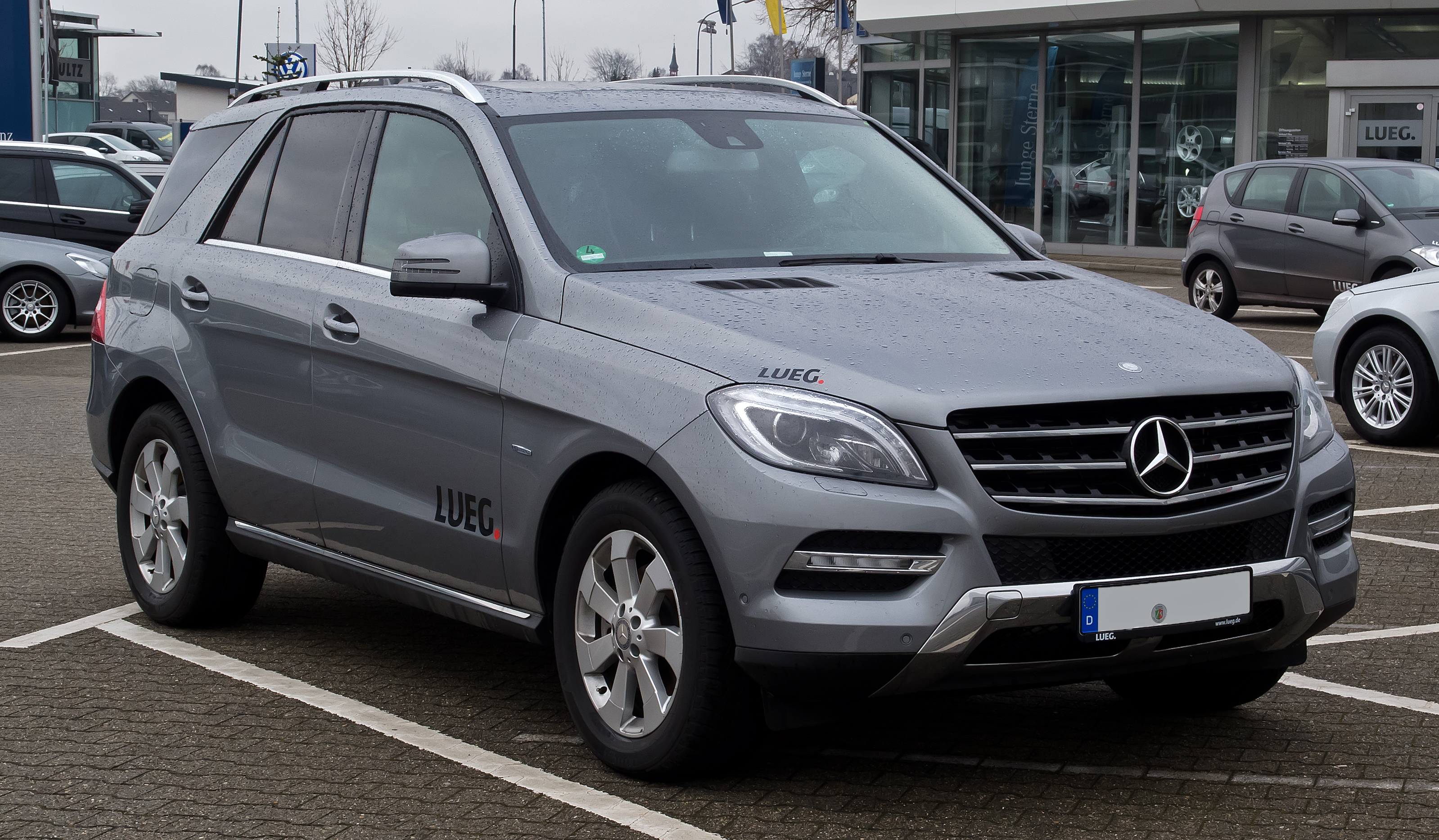
Mercedes-Benz W 166 (2011–2015)

## Marktpositionierung in Deutschland
Mercedes-Benz betrat mit der Markteinführung der M-Klasse im März 1998 Neuland. Zuvor war die M-Klasse bereits ein Jahr in den USA verkauft worden und erfreute sich dort schnell großer Beliebtheit. Schnell etablierte sich das Fahrzeugkonzept auch in Deutschland und wurde zum Erfolg. Lagen die Neuzulassungen im ersten vollen Neuzulassungsjahr 1999 bei 12.877, was den 63. Rang in der deutschen Neuzulassungsstatistik bedeutete, stiegen ebendiese bis 2002 stetig an und erreichten da 21.263 Einheiten (Rang 37, +26). Dieser Wert ist der bis heute höchste für die M-Klasse. Anschließend fielen die Neuzulassungen für das Modell bis 2005, sodass die M-Klasse in diesem Jahr Platz 63 belegte. Erst mit der Einführung der zweiten Generation konnten die Neuzulassungen 2006 auf den höchsten Wert seit 2002 gesteigert werden. Ferner war es das bis heute zweitbeste Jahr auf dem deutschen Markt überhaupt. Die M-Klasse belegte Rang 49, 2007 den 40. Platz. Nachdem die Neuzulassungen 2009 deutlich eingebrochen waren, erreichte die M-Klasse in diesem Jahr nur den 92. Platz der deutschen Neuzulassungsstatistik, konnte im darauffolgenden Jahr nochmals vier Plätze gutmachen und landete am Ende ihres Produktionszyklus auf Rang 88. 2011 war das bis heute schlechteste Jahr in der Geschichte der M-Klasse. Sie erreichte sowohl absolut als auch rangtechnisch mit Platz 106 erstmals einen Platz außerhalb der Top 100. Erst mit der Einführung der dritten Generation gelang es der M-Klasse, 2012 Rang 58 zu belegen.
Während die M-Klasse die ersten zwei Jahre ein Novum darstellte und keiner der Konkurrenzhersteller ein äquivalentes Produkt anbot, beherrschte die M-Klasse den Markt der SUV ihrer Größe vollständig. Erst Mitte 2000 zog BMW mit dem X5 nach, konnte die Zahlen der M-Klasse bis einschließlich 2003 nicht erreichen. Erst im letzten vollen Produktionsjahr der ersten Generation der M-Klasse gelang es dem X5 erstmals, mehr Käufer zu finden, als dies bei der M-Klasse der Fall war, sodass BMW Mercedes-Benz überholt hatte. Doch es war nicht nur der Hersteller BMW, der in dieser Klasse Potenzial sah, sondern auch weitere Hersteller. So zogen 2002 Volkswagen mit dem Touareg, Volvo mit dem XC90 und Porsche mit dem Cayenne nach und sorgten so für einen gesteigerten Konkurrenzdruck. Neben dem X5 hatte auch der Touareg die M-Klasse 2004 überholt. Durch die Einführung der zweiten Generation der M-Klasse konnte Mercedes-Benz 2006 und 2007 BMW und Volkswagen auf die Plätze verweisen, so dass die M-Klasse Marktführer geworden war. Zwischen 2008 und 2011 fielen die Neuzulassung dem Modellzyklus entsprechend. 2012 und 2013 war die M-Klasse wieder führend, was die Neuzulassungen in Deutschland anging.
| Jahr   | M-Klasse | X5     | Touareg | XC90  | Cayenne |        |
| ------ | -------- | ------ | ------- | ----- | ------- | ------ |
| 1998 1 | 7.625    | —      | —       | —     | —       |        |
| 1999   | 12.877   | 114    | —       | —     | —       | [ 4 ]  |
| 2000   | 14.728   | 4.265  | —       | —     | —       | [ 4 ]  |
| 2001   | 16.801   | 9.239  | —       | —     | —       | [ 5 ]  |
| 2002   | 21.263   | 13.851 | 1.909   | 31    | 509     | [ 6 ]  |
| 2003   | 17.074   | 15.881 | 8.657   | 2.651 | 5.096   | [ 7 ]  |
| 2004   | 14.301   | 18.268 | 18.238  | 5.220 | 6.019   | [ 8 ]  |
| 2005 2 | 13.496   | 13.658 | 17.835  | 6.706 | 5.384   | [ 9 ]  |
| 2006   | 19.644   | 10.676 | 14.008  | 8.270 | 4.101   | [ 10 ] |
| 2007   | 18.394   | 14.436 | 11.715  | 5.669 | 4.832   | [ 11 ] |
| 2008   | 14.672   | 16.416 | 9.207   | 4.050 | 4.152   | [ 12 ] |
| 2009   | 8.240    | 10.904 | 4.850   | 1.721 | 4.180   | [ 13 ] |
| 2010   | 7.596    | 10.830 | 7.258   | 1.881 | 5.266   | [ 14 ] |
| 2011 3 | 6.850    | 9.870  | 10.438  | 2.260 | 6.091   | [ 15 ] |
| 2012   | 14.844   | 8.166  | 10.641  | 1.850 | 8.521   | [ 16 ] |
| 2013   | 12.105   | 5.818  | 9.000   | 1.741 | 7.076   | [ 17 ] |
| 2014   | 9.688    | 12.664 | 8.958   | 1.354 | 5.374   | [ 18 ] |
| 2015   | 11.182   | 10.685 | 11.047  | 4.427 | 6.414   | [ 19 ] |
| 2016   | 15.096   | 9.393  | 7.927   | 7.378 | 7.168   | [ 20 ] |